# 下庫亞利尼克
46°53′1″N 30°32′14″E / 46.88361°N 30.53722°E
下庫亞利尼克（烏克蘭語：Нижній Куяльник）是位於烏克蘭西南部的村莊，由敖德萨州贝雷济夫卡区的伊萬尼夫卡市鎮負責管轄。該村始建於1924年，面積4.59平方公里，海拔高度14米，2001年人口115，人口密度每平方公里25.07人。